# 루마니아 왕자 필리프

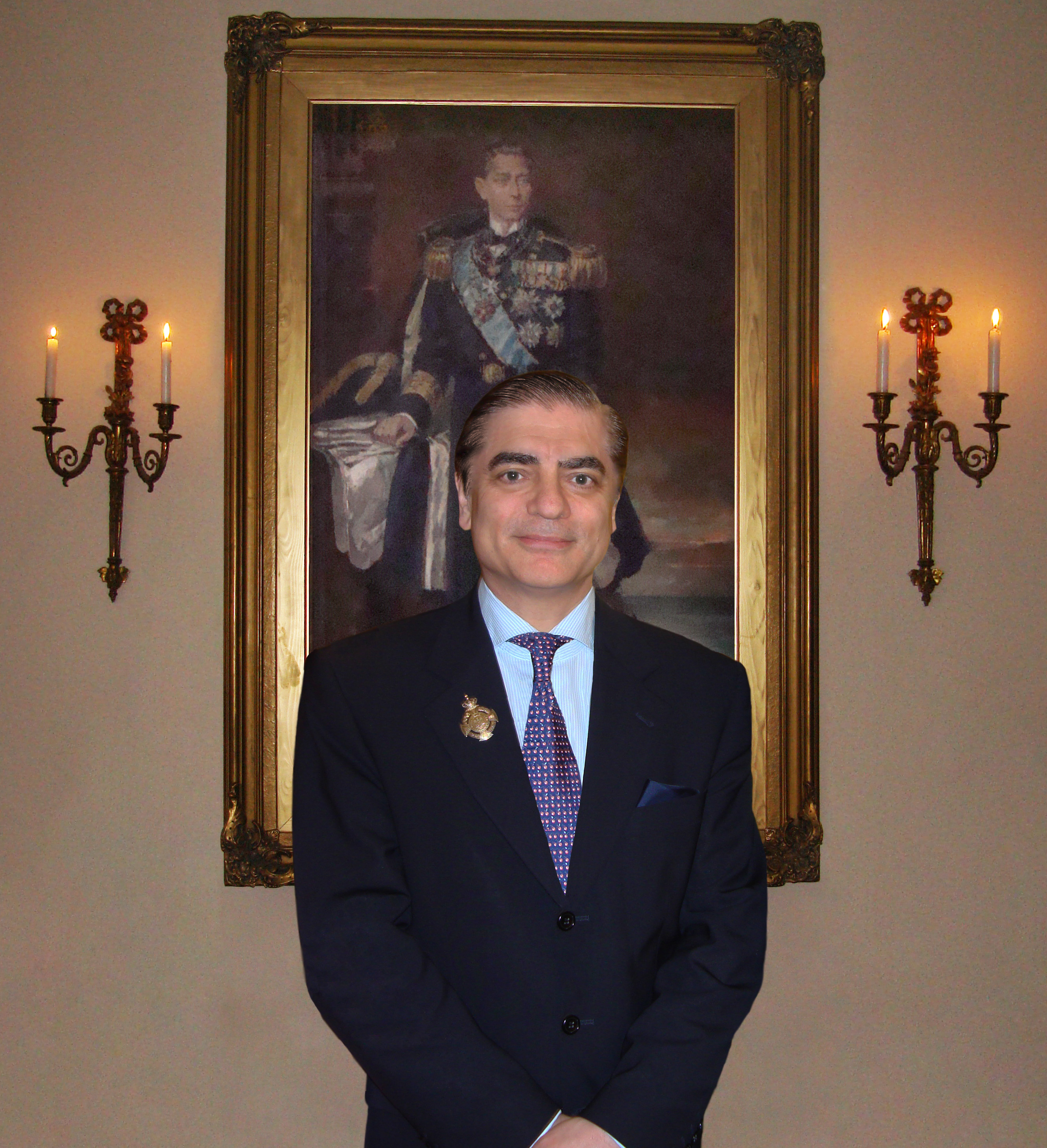
루마니아 왕자 필리프

루마니아 왕자 필리프(Paul Philippe of Romania, 1948년 8월 15일 ~ )는 루마니아의 왕자 카롤 람브리노와 엘렌 헨리에테 나가비치네 사이에서 태어난 아들이다.
2020년 그는 2006년과 2013년 사이에 영향력 행사, 자금 세탁 및 복잡한 뇌물 사건으로 레무스 트루시카를 포함한 여러 사업가들과 함께 유죄 판결을 받았다. 그는 2022년 체포될 때까지 국제 수배자가 되었다.